# Peter Hickman
Peter John Hickman (Burton upon Trent, Inglaterra, 8 de abril de 1987) es un piloto del Campeonato Británico Superbike y leyenda de las carreras en carretera (Road Racing). Para 2020, Hickman competirá en el Campeonato Británico de Superbike al lado compañero de equipo Alex Olsen así como Road Races Internacionales como TT de la Isla de Man, Ulster GP, North West 200 y GP de Macao para el equipo "Smith's Racing Team".

## Resumen de su carrera
2000: Peter Hickman se inscribió a su primera carrera de Minimotos en el aeródomo de Strubby a los 13 años.
2001: Compitió en el Británico de Minimoto, S.E.M.R.C Minimoto y Campeonato de Minimoto de las tierras del Este.
2002: Se apuntó al "Aprilia RS125 Superteen Challenge" a los 14 años, consiguiendo numerosas victorias, podios y récords de vuelta rápida.
2003: Preguntó para pilotar para "Hawk Kawasaki" - el equipo oficial Kawasaki en el BSB - en el Campeonato MRO Supersport 400.
2004: Se apuntó a la Copa del Campeonato Británico de Superstock con "Hawk Kawasaki" en una ZX10R acabando como Campeón - el primer campeonato en el Reino Unido para la nueva ZX10R.
2005: Pilotó para "Astro Kawasaki" en el Campeonato Británico de Superstock.
2006: Renovó por "Hawk Kawasaki" para competir en el Campeonato Británico de Superbike.
2007: Continuó corriendo con "Hawk Kawasaki", abandonando el tequipo cerca del final de la temporada para unirse a "Dyer Crossgills" y el equipo Yamaha de Superstock.
2008: Firmó para el nuevo equipo "Ultimate Racing Team" para disputar el Campeonato Británico de Superstock 1000 acabando en 3.ª posición sobre una Yamaha R1. También participó en las 2 últimas rondas del BSB con el equipo "Red Viper Honda" sustituyendo al lesionado Aaron Zanotti.
2009: Participó en el Campeonato Británico de Superbike, dentro de la copa de los privados, sobre una Yamaha R1. Hickman terminó en 2.ª posición en el campeonato, cosechando 20 podios de 26 carreras.
2010: Regresó al Campeonato Británico de Superbike principal con el equipo "Ultimate Racing" sobre una Yamaha R1.
2011: Firmó por el "Quay Garage/Tyco Honda" para el BSB acabando 9.º en el Campeonato.
2012: BSB - Corrió para el "MSS Bathams Kawasaki" y más tarde para el "Buildbase BMW".
2013: BSB - Corrió con "GB Moto" con una Honda CBR 1000RR, Hickman acabó 11.º en el campeonato.
2014: Hickman debutó en las carreras en carretera, fichando por el equipo "Ice Valley Martimotos by Motorsave Trade BMW Team" para competir en las tres Road Races internacionales (North West 200, TT de la Isla de Man y Ulster GP). Se convirtió en el novato más rápido de la historia en los 3 eventos, y el 19.º más rápido en el circuito de Snaefell Mountain Course. También iba a participar en el GP de Macao, pero un accidente en los entrenamientos le impidió participar.
Firmó con el equipo "RAF Reserves Honda Team" en BSB terminando en 11.º posición, consiguiendo su primera victoria en el campeonato tras ganar una carrera en el circuito de Cadwell Park.
2015: Renovó para el equipo "RAF Reserves Team" pero ahora sobre una BMW. Terminó 9.º en el BSB, consiguiendo 3 podios. También para el "RAF Reserves Team" pero bajo el patrocinio de "Briggs Equipment" para las Road Races Internacionales. Se perdió la North West 200 debido a una lesión.
TT - Hickman se convertía en el 8.º piloto más rápido en TT historia, 8.º en Superbike, 7.º en Sénior y 5.º en Superstock.
Ulster GP - Consiguió tres podios que incluyen su primera victoria en una Road Race Internacional, al ganar la carrera de Superbike.
Macau Grand Prix - Consiguió ser el primer piloto en la historia en ganar en la primera participación así como el primero en hacerlo sobre una BMW.
Corrió sobre una MV Agusta patrocinada por la "Cerveza Trooper", que es propiedad de Iron Maiden y elaborada por la cervecera Robinson, que compitió en las carreras de Supersport en el TT (acabado 11.º y 21.º) y UlsterGP (6.º y 7.º).
2016: Fichó por el equipo oficial Kawasaki, el "JG Speedfit Kawasaki by GBmoto", corriendo el BSB y las Road Races Internacionales en Superbike y Superstock. Tristemente el equipo cierra al finalizar la temporada del BSB, y Hickman participó en Macao con el "SMT BMW" donde consiguió su 2.ª victoria.
2017: Se unió al equipo "Smith's Racing Team" sobre una BMW, dónde Hickman se llevó a su jefe de mecánicos, mecánico e ingeniero de electrónica de su equipo anterior. Acabaó en 4.ª posición en el BSB, consiguió ser la mejor BMW y el único piloto BMW que se clasificó para el "BSB Showdown".
Siendo ya un habitual en la Road Races Internacionales, Hickman consiguió un podio en la North West 200 y consiguió un asombroso registro de 5 podios de 5 posibles en el TT. Siguiendo con su éxito, resultó ganador de 3 carreras más un podio en el Ulster GP y un 2.º en Macao.
2018: Renovó con el equipo "Smith's Racing Team" sobre una BMW. Terminó 5.º en el BSB siendo otra vez el mejor piloto sobre una BMW y también el único sobre BMW que se clasificó para "BSB Showdown".
Consiguió su primer North West 200 al ganar en Superstock, después Hickman hizo historia rompiendo el récord de vuelta en el TT, en la última vuelta del Senior TT, con una velocidad media de 135.452 mph (217,98 km/h) empleando un tiempo de 16:42.778.
Continuando con sus éxtios, ganó 4 carreras en el Ulster GP y ganó en el GP de Macao, pilotando para el equipo "Aspire-Ho Bathams BMW Team by Smith's Racing Team".
2019: Renovó con el equipo "Smith's Racing Team" sobre una BMW. Hickman terminó en 6.ª posición en el BSB, dónde vuelve a ser la mejor BMW en la general y la única en conseguir podiums i clasificarse para "BSB Shodown".
Consiguió la primera victoria Internacional para la nueva BMW S1000RR en la carrera de Superstock en el North West 200. Hickman, además ganó 3 carreras en el TT: Superbike, Superstock y Supersport, terminando 3.º en la primera carrera de Supersport y 2.º en el Senior.
El Ulster GP Hickman hizo historia, al ganar 7/7 carreras: 3 Superbike, 3 Supersport y 1 Superstock.
En el GP de Macao terminó en 2.ª posición, pilotando para el "Aspire-Ho Bathams BMW Team by Smiths Racing Team".
2020: Renovó otra vez con el "Smith's Racing BMW", ahora con estatus de equipo oficial, para competir en el BSB y las Road Races Internacionales. Debido a la pandemia de coronavirus, todas las RoadRaces fueron canceladas. Por su parte el BSB se vio reducido a 6 fines de semana, realizando 3 carreras por cada evento. Esta temporada tuvo muchas dificultades, especialmente por la introducción de un nuevo neumático delantero.
Participó como piloto reserva (verde) para el equipo "BMW Motorrad World Endurance Team" en las 24h de Le Mans de Motociclismo pertenecientes al FIMEWC. Para la última cita del campeonato, las 12h de Estoril, entró como piloto titular (azul) en lugar del ucraniano Ilya Mikhalchik, que estaba disputando la ronda final del IDM. En carrera cayó cuando iban líderes, remontando hasta la 7.ª posición.
2021: El 8 de octubre de 2020, anuncia en sus redes sociales que ha firmado un contrato con un equipo para disputar el BSB 2021, aunque no desvela en qué equipo, hecho que alimenta los rumores de que después de 4 años abandona el "Smith's Racing BMW".

## Estadísticas de su carrera en carretera (Road Races)

### North West 200
| Año  | Moto                | Equipo                                            | Carrera          | Posición |
| ---- | ------------------- | ------------------------------------------------- | ---------------- | -------- |
| 2014 | BMW S1000RR         | Ice Valley Martimotos by Motorsave Trade BMW Team | Superstock I     | 9        |
| 2014 | BMW S1000RR         | Ice Valley Martimotos by Motorsave Trade BMW Team | Superstock II    | 18       |
| 2014 | BMW S1000RR         | Ice Valley Martimotos by Motorsave Trade BMW Team | Superbike I      | 16       |
| 2014 | BMW S1000RR         | Ice Valley Martimotos by Motorsave Trade BMW Team | NW 200 Superbike | 12       |
| 2016 | Kawasaki ZX-10R     | GB Moto Racing                                    | Superstock I     | 2        |
| 2016 | Kawasaki ZX-10R     | GB Moto Racing                                    | Superbike I      | 4        |
| 2016 | Kawasaki ZX-6R      | Trooper Beer                                      | Supersport I     | 12       |
| 2016 | Kawasaki ZX-6R      | Trooper Beer                                      | Supersport II    | 3        |
| 2016 | Kawasaki ER-6       | Cookstown BE Racing                               | Supertwin I      | 15       |
| 2017 | Triumph Daytona 675 | Trooper Beer by Smith's                           | Supersport I     | 11       |
| 2017 | Triumph Daytona 675 | Trooper Beer by Smith's                           | Supersport I     | 8        |
| 2017 | BMW S1000RR         | Smith's Racing Team                               | Superstock I     | DNF      |
| 2017 | BMW S1000RR         | Smith's Racing Team                               | Superstock II    | 5        |
| 2017 | BMW S1000RR         | Smith's Racing Team                               | Superbike I      | 5        |
| 2017 | BMW S1000RR         | Smith's Racing Team                               | NW 200 Superbike | 8        |
| 2018 | Triumph Daytona 675 | Trooper Beer by Smith's                           | Supersport I     | DNQ      |
| 2018 | Triumph Daytona 675 | Trooper Beer by Smith's                           | Supersport I     | DNQ      |
| 2018 | BMW S1000RR         | Smith's Racing Team                               | Superstock I     | 1        |
| 2018 | BMW S1000RR         | Smith's Racing Team                               | Superstock II    | 2        |
| 2018 | BMW S1000RR         | Smith's Racing Team                               | Superbike I      | DNF      |
| 2018 | BMW S1000RR         | Smith's Racing Team                               | NW 200 Superbike | DNF      |
| 2019 | BMW S1000RR         | Smith's Racing Team                               | Superstock I     | 1        |
| 2019 | BMW S1000RR         | Smith's Racing Team                               | Superstock II    | DNF      |

### Isle of Man Tourist Trophy
| Año  | Moto                | Equipo                                            | Carrera      | Posición |
| ---- | ------------------- | ------------------------------------------------- | ------------ | -------- |
| 2014 | BMW S1000RR         | Ice Valley Martimotos by Motorsave Trade BMW Team | Superbike    | 14       |
| 2014 | BMW S1000RR         | Ice Valley Martimotos by Motorsave Trade BMW Team | Superstock   | 8        |
| 2014 | BMW S1000RR         | Ice Valley Martimotos by Motorsave Trade BMW Team | Senior       | 11       |
| 2015 | BMW S1000RR         | Briggs Equipment BMW                              | Superbike    | 8        |
| 2015 | BMW S1000RR         | Briggs Equipment BMW                              | Superstock   | 5        |
| 2015 | BMW S1000RR         | Briggs Equipment BMW                              | Senior       | 7        |
| 2015 | MV Agusta F3 675    | Trooper Beer                                      | Supersport 1 | 21       |
| 2015 | MV Agusta F3 675    | Trooper Beer                                      | Supersport 2 | 11       |
| 2016 | Kawasaki ZX-10R     | JG Speedfit Kawasaki                              | Superbike    | 4        |
| 2016 | Kawasaki ZX-10R     | JG Speedfit Kawasaki                              | Superstock   | DNF      |
| 2016 | Kawasaki ZX-10R     | JG Speedfit Kawasaki                              | Senior       | DNF      |
| 2016 | Kawasaki ZX-6R      | Trooper Beer                                      | Supersport 1 | DNF      |
| 2016 | Kawasaki ZX-6R      | Trooper Beer                                      | Supersport 2 | 8        |
| 2016 | Kawasaki ER-6       | Cookstown BE Racing                               | Lightweight  | DNF      |
| 2017 | BMW S1000RR         | Smith's Racing Team                               | Superbike    | 2        |
| 2017 | BMW S1000RR         | Smith's Racing Team                               | Superstock   | 2        |
| 2017 | BMW S1000RR         | Smith's Racing Team                               | Senior       | 2        |
| 2017 | Triumph Daytona 675 | Trooper Beer by Smith's                           | Supersport   | 3        |
| 2017 | Kawasaki ER-6       | KMR/IEG Kawasaki Team                             | Lightweight  | 3        |
| 2018 | BMW S1000RR         | Smith's Racing Team                               | Superbike    | DNF      |
| 2018 | BMW S1000RR         | Smith's Racing Team                               | Superstock   | 1        |
| 2018 | BMW S1000RR         | Smith's Racing Team                               | Senior       | 1        |
| 2018 | Triumph Daytona 675 | Trooper Beer by Smith's                           | Supersport 1 | 3        |
| 2018 | Triumph Daytona 675 | Trooper Beer by Smith's                           | Supersport 2 | 2        |
| 2018 | Kawasaki ER-6       | KMR/IEG Kawasaki Team                             | Lightweight  | DNF      |
| 2019 | BMW S1000RR         | Smith's Racing Team                               | Superbike    | 1        |
| 2019 | BMW S1000RR         | Smith's Racing Team                               | Superstock   | 1        |
| 2019 | BMW S1000RR         | Smith's Racing Team                               | Senior       | 2        |
| 2019 | Triumph Daytona 675 | Trooper Beer by Smith's                           | Supersport 1 | 3        |
| 2019 | Triumph Daytona 675 | Trooper Beer by Smith's                           | Supersport 2 | 1        |
| 2019 | Norton Superlight   | Norton Motorcycles                                | Lightweight  | 8        |
| 2022 | BMW M1000RR         | Gas Monkey BMW by FHO Racing                      | Superbike    | 1        |
| 2022 | BMW M1000RR         | Gas Monkey BMW by FHO Racing                      | Superstock   | 1        |
| 2022 | BMW M1000RR         | Gas Monkey BMW by FHO Racing                      | Senior       | 1        |
| 2022 | Triumph Daytona 765 | K2 Tooper Beer by PHR Performance                 | Supersport 1 | 3        |
| 2022 | Triumph Daytona 765 | K2 Tooper Beer by PHR Performance                 | Supersport 2 | 2        |
| 2022 | Paton S1-R          | Martimotos VAS Engineering by PHR Performance     | Supertwin    | 1        |

### Classic Tourist Trophy
| Año  | Moto              | Equipo                  | Carrera                | Posición |
| ---- | ----------------- | ----------------------- | ---------------------- | -------- |
| 2015 | Kawasaki ZX-R 750 | Mistral Racing Kawasaki | Formula One Classic TT | DNF      |

### Ulster Grand Prix
| Año  | Moto                | Equipo                                            | Carrera        | Posición |
| ---- | ------------------- | ------------------------------------------------- | -------------- | -------- |
| 2014 | BMW S1000RR         | Ice Valley Martimotos by Motorsave Trade BMW Team | Superstock     | 5        |
| 2014 | BMW S1000RR         | Ice Valley Martimotos by Motorsave Trade BMW Team | Superbike I    | 5        |
| 2015 | MV Agusta F3 675    | Trooper Beer                                      | Supersport I   | 6        |
| 2015 | MV Agusta F3 675    | Trooper Beer                                      | Supersport II  | 7        |
| 2015 | BMW S1000RR         | Briggs Equipment BMW                              | Superstock     | 2        |
| 2015 | BMW S1000RR         | Briggs Equipment BMW                              | Superbike I    | 4        |
| 2015 | BMW S1000RR         | Briggs Equipment BMW                              | Superbike II   | 1        |
| 2016 | Kawasaki ZX-6R      | Trooper Beer                                      | Supersport I   | 7        |
| 2016 | Kawasaki ZX-6R      | Trooper Beer                                      | Supersport II  | 3        |
| 2016 | Kawasaki ZX-10R     | GB Moto Racing                                    | Superstock     | DNF      |
| 2016 | Kawasaki ZX-10R     | GB Moto Racing                                    | Superbike I    | DNF      |
| 2016 | Kawasaki ZX-10R     | GB Moto Racing                                    | Superbike II   | 7        |
| 2017 | Triumph Daytona 675 | Trooper Beer by Smith's                           | Supersport I   | 1        |
| 2017 | Triumph Daytona 675 | Trooper Beer by Smith's                           | Supersport II  | 1        |
| 2017 | BMW S1000RR         | Smith's Racing Team                               | Superstock     | 1        |
| 2017 | BMW S1000RR         | Smith's Racing Team                               | Superbike I    | 2        |
| 2017 | BMW S1000RR         | Smith's Racing Team                               | Superbike II   | DNF      |
| 2018 | Triumph Daytona 675 | Trooper Beer by Smith's                           | Supersport I   | 5        |
| 2018 | Triumph Daytona 675 | Trooper Beer by Smith's                           | Supersport II  | 1        |
| 2018 | BMW S1000RR         | Smith's Racing Team                               | Superstock     | 2        |
| 2018 | BMW S1000RR         | Smith's Racing Team                               | Superbike II   | 1        |
| 2019 | Triumph Daytona 675 | Trooper Beer by Smith's                           | Supersport I   | 1        |
| 2019 | Triumph Daytona 675 | Trooper Beer by Smith's                           | Supersport II  | 1        |
| 2019 | Triumph Daytona 675 | Trooper Beer by Smith's                           | Supersport III | 1        |
| 2019 | BMW S1000RR         | Smith's Racing Team                               | Superstock     | 1        |
| 2019 | BMW S1000RR         | Smith's Racing Team                               | Superbike I    | 1        |
| 2019 | BMW S1000RR         | Smith's Racing Team                               | Superbike II   | 1        |
| 2019 | BMW S1000RR         | Smith's Racing Team                               | Superbike III  | 1        |

### Macau Grand Prix
| Año  | Moto        | Equipo                                            | Posición |
| ---- | ----------- | ------------------------------------------------- | -------- |
| 2014 | BMW S1000RR | Ice Valley Martimotos by Motorsave Trade BMW Team | DNS      |
| 2015 | BMW S1000RR | Briggs Equipment BMW                              | 1        |
| 2016 | BMW S1000RR | Bathams SMT BMW                                   | 1        |
| 2017 | BMW S1000RR | BMW Bathams                                       | 2        |
| 2018 | BMW S1000RR | Aspire-Ho by Bathams Racing                       | 1        |
| 2019 | BMW S1000RR | MGM by Bathams                                    | 2        |

### Dundrod 150 Road Races
| Año  | Moto        | Equipo                                            | Carrera   | Posición |
| ---- | ----------- | ------------------------------------------------- | --------- | -------- |
| 2014 | BMW S1000RR | Ice Valley Martimotos by Motorsave Trade BMW Team | Challenge | 1        |
| 2014 | BMW S1000RR | Ice Valley Martimotos by Motorsave Trade BMW Team | Superbike | 7        |
| 2015 | BMW S1000RR | Briggs Equipment BMW                              | Superbike | 3        |
| 2017 | BMW S1000RR | Smith's Racing Team                               | Superbike | 1        |

### Whanganui Street Races at Cemetery Circuit
| Año  | Moto        | Equipo                          | Carrera                     | Posición |
| ---- | ----------- | ------------------------------- | --------------------------- | -------- |
| 2018 | BMW S1000RR | Carl Cox Motorsports by Smith's | F1 Superbikes I             | 8        |
| 2018 | BMW S1000RR | Carl Cox Motorsports by Smith's | F1 Superbikes II            | 3        |
| 2018 | BMW S1000RR | Carl Cox Motorsports by Smith's | Robert Holden Memorial Race | 1        |

## Estadísticas de su carrera en circuitos permanentes (Short Circuit)

### Copa de Superstock del Campeonato Británico
| Año  | Marca    | 1       | 2      | 3     | 4      | 5     | 6     | 7     | 8     | 9     | 10    | 11    | Posición | Puntos |
| ---- | -------- | ------- | ------ | ----- | ------ | ----- | ----- | ----- | ----- | ----- | ----- | ----- | -------- | ------ |
| 2004 | Kawasaki | SNE Ret | OUL 12 | THR 2 | KNO 18 | MAL 2 | CRO 1 | CAD 1 | CAD 1 | OUL 4 | BRH 4 | BRH 1 | 1.º      | 170    |

### Campeonato Británico de Superstock 1000
| Año  | Marca    | 1      | 2      | 3       | 4     | 5      | 6      | 7     | 8      | 9      | 10    | 11    | 12     | 13     | Posición | Puntos |
| ---- | -------- | ------ | ------ | ------- | ----- | ------ | ------ | ----- | ------ | ------ | ----- | ----- | ------ | ------ | -------- | ------ |
| 2005 | Kawasaki | BRH 24 | THR 10 | MAL 11  | OUL 7 | MON 13 | CRO 15 | KNO 9 | SNE 12 | SIL 10 | CAD 4 | OUL 8 | DON 13 | BRH 3  | 9.º      | 81     |
| 2008 | Yamaha   | BRH    | THR    | SIL     | OUL   | SNE    | MON    | MON   | CRO    | CAD 9  | DON 7 | DON 8 | BRH 23 | BRH 14 | 19.º     | 26     |
| 2008 | Yamaha   | THR 5  | OUL 7  | BRH Ret | DON 8 | SNE 6  | MAL 5  | OUL 8 | KNO 13 | CAD 3  | CRO 3 | SIL 4 | BRH 2  |        | 3.º      | 125    |

### Campeonato Británico de Superbikes
| Año    | Marca    | 1       | 1       | 1      | 2       | 2      |         | 3       | 3       | 3       | 4       | 4       | 5       | 5       | 6       | 6       | 6      | 7       | 7       | 7      | 8       | 8      | 8      | 9       | 9       | 9       | 10      | 10      | 11      | 11      | 12      | 12      | 12      | 13     | 13     | Posición | Puntos |
| Año    | Marca    | R1      | R2      | R3     | R1      | R2     | R3      | R1      | R2      | R3      | R1      | R2      | R1      | R2      | R1      | R2      | R3     | R1      | R2      | R3     | R1      | R2     | R3     | R1      | R2      | R3      | R1      | R2      | R1      | R2      | R1      | R2      | R3      | R1     | R2     | Posición | Puntos |
| ------ | -------- | ------- | ------- | ------ | ------- | ------ | ------- | ------- | ------- | ------- | ------- | ------- | ------- | ------- | ------- | ------- | ------ | ------- | ------- | ------ | ------- | ------ | ------ | ------- | ------- | ------- | ------- | ------- | ------- | ------- | ------- | ------- | ------- | ------ | ------ | -------- | ------ |
| 2006   | Kawasaki | BRH 21  | BRH 17  |        | DON Ret | DON 16 |         | THR 18  | THR Ret |         | OUL 19  | OUL 20  | MON C   | MON C   | MAL 14  | MAL 19  |        | SNE 14  | SNE 10  |        | KNO 17  | KNO 16 |        | OUL 14  | OUL 16  |         | CRO 14  | CRO 8   | CAD 14  | CAD 15  | SIL 10  | SIL 15  |         | BRH 16 | BRH 11 | 18.º     | 37     |
| 2007   | Kawasaki | BRH 15  | BRH 12  |        | THR 12  | THR 12 |         | SIL 18  | SIL 19  |         | OUL DNS | OUL DNS | SNE 17  | SNE Ret | MON 17  | MON 17  |        | KNO 23  | KNO DNS |        | OUL 13  | OUL 13 |        | MAL 14  | MAL 16  |         | CRO     | CRO     | CAD     | CAD     | DON     | DON     |         | BRH    | BRH    | 22.º     | 23     |
| 2008   | Honda    |         |         |        |         |        |         |         |         |         |         |         |         |         |         |         |        |         |         |        |         |        |        |         |         |         |         |         | SIL 14  | SIL 16  | BRH 25  | BRH 16  |         |        |        | 33.º     | 2      |
| 2009   | Yamaha   | BRH 21  | BRH 23  |        | OUL 18  | OUL 15 |         | DON 16  | DON 14  |         | THR 16  | THR 15  | SNE 17  | SNE 15  | KNO 12  | KNO 14  |        | MAL 12  | MAL 14  |        | BRH Ret | BRH 20 | BRH 20 | CAD 14  | CAD 11  |         | CRO 11  | CRO 15  | SIL 15  | SIL 13  | OUL 14  | OUL Ret | OUL DNS |        |        | 22.º     | 35     |
| 2009 C | Yamaha   | BRH 3   | BRH 3   |        | OUL 3   | OUL 3  |         | DON 4   | DON 2   |         | THR 3   | THR 3   | SNE 2   | SNE 2   | KNO 2   | KNO 3   |        | MAL 3   | MAL 3   |        | BRH Ret | BRH 4  | BRH 4  | CAD 3   | CAD 3   |         | CRO 2   | CRO 3   | SIL 3   | SIL 2   | OUL 2   | OUL Ret | OUL DNS |        |        | 2.º      | 381    |
| 2010   | Yamaha   | BRH 15  | BRH Ret |        | THR 11  | THR 13 |         | OUL 12  | OUL 17  |         | CAD 13  | CAD 13  | MAL Ret | MAL 15  | KNO Ret | KNO C   |        | SNE 15  | SNE Ret | SNE 11 | BRH 19  | BRH 13 | BRH 14 | CAD Ret | CAD 16  |         | CRO 12  | CRO 16  | SIL 20  | SIL 10  | OUL 14  | OUL Ret | OUL Ret |        |        | 19.º     | 43     |
| 2011   | Honda    | BRH 13  | BRH 9   |        | OUL 13  | OUL 8  |         | CRO 7   | CRO 9   |         | THR 5   | THR 2   | KNO 13  | KNO 8   | SNE 10  | SNE DNS |        | OUL Ret | OUL C   |        | BRH 25  | BRH 10 | BRH 9  | CAD 8   | CAD 5   | CAD 5   | DON 7   | DON Ret | SIL Ret | SIL 7   | BRH Ret | BRH 14  | BRH 9   |        |        | 9.º      | 155    |
| 2012   | Kawasaki | BRH 16  | BRH C   |        | THR Ret | THR 12 |         | OUL 16  | OUL 11  | OUL Ret |         |         |         |         |         |         |        |         |         |        |         |        |        |         |         |         |         |         |         |         |         |         |         |        |        | 17.º     | 65     |
| 2012   | BMW      |         |         |        |         |        |         |         |         |         |         |         | KNO Ret | KNO 13  | OUL 8   | OUL 13  | OUL 12 | BRH Ret | BRH Ret |        | CAD 10  | CAD 8  |        | DON 18  | DON 15  |         | ASS Ret | ASS 16  | SIL 14  | SIL 10  | BRH Ret | BRH 10  | BRH 7   |        |        | 17.º     | 65     |
| 2013   | Honda    | BRH 12  | BRH 13  |        | THR 11  | THR 10 |         | OUL 6   | OUL Ret |         | KNO 10  | KNO 9   | SNE 13  | SNE 13  | BRH 13  | BRH 13  |        | OUL 12  | OUL 12  | OUL 13 | CAD 8   | CAD 7  |        | DON 11  | DON 13  |         | ASS 12  | ASS 7   | SIL 7   | SIL Ret | BRH 15  | BRH Ret | BRH 12  |        |        | 11.º     | 113    |
| 2014   | Kawasaki |         |         |        |         |        |         | SNE 19  | SNE Ret |         |         |         |         |         |         |         |        |         |         |        |         |        |        |         |         |         |         |         |         |         |         |         |         |        |        | 11.º     | 120    |
| 2014   | Honda    |         |         |        |         |        |         |         |         |         | KNO 14  | KNO 13  | BRH 12  | BRH 13  | THR 12  | THR 10  |        | OUL 7   | OUL Ret | OUL 13 | CAD 6   | CAD 1  |        | DON 7   | DON 7   |         | ASS 12  | ASS Ret | SIL 9   | SIL 9   | BRH 13  | BRH 11  | BRH 9   |        |        | 11.º     | 120    |
| 2015   | BMW      | DON 5   | DON 4   |        | BRH Ret | BRH 14 |         | OUL DNS | OUL DNS |         | SNE 12  | SNE 15  | KNO 10  | KNO 9   | BRH Ret | BRH 13  |        | THR Ret | THR Ret |        | CAD 2   | CAD 2  |        | OUL 10  | OUL 6   | OUL Ret | ASS 9   | ASS 13  | SIL 3   | SIL 8   | BRH 12  | BRH 12  | BRH 11  |        |        | 9.º      | 150    |
| 2016   | Kawasaki | SIL Ret | SIL 1   |        | OUL 12  | OUL 12 |         | BRH 7   | BRH 8   |         | KNO 5   | KNO 4   | SNE Ret | SNE 8   | THR 12  | THR 6   |        | BRH 11  | BRH 11  |        | CAD 7   | CAD 4  |        | OUL 3   | OUL 7   | OUL 7   | DON 5   | DON 4   | ASS 16  | ASS 14  | BRH 1   | BRH 3   | BRH 12  |        |        | 7.º      | 233    |
| 2017   | BMW      | DON 4   | DON 8   |        | BRH 9   | BRH 7  |         | OUL 5   | OUL 7   |         | SNE 6   | SNE 9   | KNO 7   | KNO 6   | BRH 4   | BRH 4   |        | THR 2   | THR 1   |        | CAD 4   | CAD 3  |        | SIL 9   | SIL 8   | SIL Ret | OUL 8   | OUL 4   | ASS 7   | ASS 6   | BRH 7   | BRH 6   | BRH 6   |        |        | 4.º      | 578    |
| 2018   | BMW      | DON 8   | DON Ret |        | BRH 10  | BRH 14 |         | OUL Ret | OUL 11  |         | SNE 7   | SNE 6   | KNO 10  | KNO 10  | BRH 6   | BRH 10  |        | THR 3   | THR 2   |        | CAD 7   | CAD 4  |        | SIL 8   | SIL Ret | SIL 19  | OUL 8   | OUL 8   | ASS 4   | ASS 3   | BRH 5   | BRH 6   | BRH 9   |        |        | 5.º      | 551    |
| 2019   | BMW      | SIL 14  | SIL 14  |        | OUL 6   | OUL 11 |         | DON 10  | DON 9   | DON 7   | BRH 5   | BRH 7   | KNO 11  | KNO 6   | SNE 7   | SNE 5   |        | THR 5   | THR 3   |        | CAD 5   | CAD 5  |        | OUL Ret | OUL 8   | OUL 8   | ASS 8   | ASS 8   | DON 4   | DON Ret | BRH 7   | BRH 8   | BRH 5   |        |        | 6.º      | 558    |
| 2020   | BMW      | DON 12  | DON 18  | DON 11 | SNE 13  | SNE 11 | SNE Ret |         |         |         |         |         |         |         |         |         |        |         |         |        |         |        |        |         |         |         |         |         |         |         |         |         |         |        |        |          |        |

C Indica la clasificación en la categoría de los privados. Esta subcategoría corría conjuntamente con los equipos oficiales.

### New Zeland Suzuki Series
| Año  | Categoría     | Marca | 1      | 1     | 2     | 2     | 3     | 3     | 3     | Posición | Puntos |
| Año  | Categoría     | Marca | R1     | R2    | R1    | R2    | R1    | R2    | RHMR  | Posición | Puntos |
| ---- | ------------- | ----- | ------ | ----- | ----- | ----- | ----- | ----- | ----- | -------- | ------ |
| 2018 | F1 Superbikes | BMW   | TAU 14 | TAU 5 | MAN 1 | MAN 1 | CEM 8 | CEM 3 | CEM 1 | 2.º      | 106    |